# حشره‌خوار یانکاری
 حشره‌خوار یانکاری (نام علمی: Crocidura yankariensis) نام یک گونه از سرده حشره‌خوارهای دندان‌سفید است.